# Ivan Timofejevič Kozljaninov
Ivan Timofejevič Kozljaninov (rusko Иван Тимофеевич Козлянинов), ruski general, * 1781, † 1834.
Bil je eden izmed pomembnejših generalov, ki so se borili med Napoleonovo invazijo na Rusijo; posledično je bil njegov portret dodan v Vojaško galerijo Zimskega dvorca.

## Življenje
5. junija 1786 je vstopil v Izmailovski polk; v višjega vodnika je bil povišan 8. septembra 1787. Udeležil se je vojne tretje in četrte koalicije; za zasluge je bil 11. decembra 1807 povišan v polkovnika. 
Med patriotsko vojno se je odlikoval, tako da je bil 15. septembra 1813 povišan v generalmajorja. Po vrnitvi iz Francije je bil 18. novembra 1816 imenovan za poveljnika 1. brigade 13. pehotne divizije. 
5. februarja 1823 je bil upokojen zaradi bolezni.